# Bring It On Home
Bring It On Home är en sång inspelad av den brittiska rockgruppen Led Zeppelin 1969 på albumet Led Zeppelin II. Låtens inledning och avslut är en Willie Dixon-låt, medan själva låten är en Led Zeppelin-komposition.